# Widemouth Bay
Widemouth Bay – zatoka i plaża w Anglii, w Kornwalii. Leży 101 km na północny wschód od miasta Penzance i 322 km na zachód od Londynu.